# Макарій Диякон
Макарій Диякон або Макарій, диякон Печерський — український православний святий, Києво-Печерський чернець.

## Життєпис
Преподобний Макарій жив у XIV ст., відбував чернечий подвиг у Печерському монастирі.
Був вибраний Богом для служіння Йому і покликаний до мовчазного чернечого життя. В юному віці, залишаючи дитячі ігри й розваги, він любив мовчання і стримувався в їжі.
Одного разу хлопчик захворів. Батьки, побачивши, що лікарі його не врятують, надіялися на Господа. Якщо він виздоровіє, вони пообіцяли Йому принести своє дитя як чисту жертву на службу Господу і Пречистій Діві в Печерському монастирі. Милосердний Господь почув молитви батьків і дав здоров'я хворому Макарію.
Після його одужання батьки виконали обіцянку й віддали хлопчика в Печерський монастир. Преподобні отці, побачивши смирення юного Макарія, полюбили його, навчили грамоти й всяких чернечих добродіянь. 
Будучи дорослим він постригся в ченці, став дияконом і з великою любов'ю виконував усі обов’язки, які були покладені на нього. Макарій постійно управлявся в богомудрії, багато читав божественних книг і молився. За це сподобився від Бога дару чудотворця. 
Упокоївся в монастирі.
В цитованій Модестом (Стрільбицьким) пам'ятці про нього сказано: «Преподобний Макарій, диякон, котрого ще малого родичі врекли в хворобі Богу на службу, і як видужав, то його святим отцям Печерським віддали. Той в монастирі від святих отців у всілякій набожності вихований і уквітчаний, сподобився монашества і святого дияконства, в якому сам ще більше під — визався, в постах і молитвах служив Господу, сподобився дару чудотворіння і відійшов до Господа, Котрого возлюбив».
Упокоївся в монастирі, у віці близько 30 років.
Його мощі знаходяться в Дальніх печерах, біля мощей Йосифа Багатоболізного та недалеко від підземної церкви Благовіщення Пресвятої Богородиці.

В акафісті всім Печерським преподобним про нього сказано: 
|  | «Радуйся, Макарію, бо, як Самуїл, ти в юному віці для служіння Господу покликаний». |

## Пам'ять
Пам'ять преподобного Макарія вшановується 19 січня.